# Västernorrlands län
Västernorrlands län er et svensk län (amt) beliggende i det nordlige Sverige. Det grænser op til Gävleborgs län, Jämtlands län og Västerbottens län.

## Større byer
De ti største byer i Västernorrlands län, sorteret efter indbyggertal:
| #  | Byområde     | Befolkning |
| -- | ------------ | ---------- |
| 1  | Sundsvall    | 49.339     |
| 2  | Örnsköldsvik | 28.617     |
| 3  | Härnösand    | 18.003     |
| 4  | Timrå        | 10.119     |
| 5  | Sollefteå    | 8.530      |
| 6  | Kramfors     | 6.235      |
| 7  | Vi           | 4.757      |
| 8  | Matfors      | 3.239      |
| 9  | Ånge         | 2.956      |
| 10 | Kvissleby    | 2.633      |

Indbyggertal pr. 31. december 2005, Statistiska centralbyrån (SCB).
62°44′N 16°56′Ø / 62.74°N 16.93°Ø